# Emmanuel Abedi-Bawa
Emmanuel Abedi-Bawa (...) è un giocatore di football americano britannico che gioca come runningback per i New Yorker Lions.